# Ritter (Familie)
Die Familie Ritter stellte in Frankfurt am Main seit der Reformation über sechs Generationen in direkter Linie von 1533 bis 1742 lutherische Prediger und prägte somit maßgeblich die Frankfurter Kirchengeschichte. Nachkommen der Familie kamen im 18. Jahrhundert nach Böhmen und wurden 1829 in Wien (Adelsbrief von 1830) als Ritter de Záhony in den ungarischen Adelsstand und 1869 als Freiherrn Ritter von Záhony in den österreichischen Freiherrnstand erhoben.

## Lutherische Prediger in Frankfurt am Main
1. Matthias Ritter der Ältere (* 1485; † 1536) war nach einer Familienüberlieferung mit Martin Luther befreundet und wurde vom Rat der Stadt Frankfurt 1533 als Prediger an die Hospitalkirche zum Heiligen Geist berufen. Zuvor war er längere Zeit Diakon in Eichtersheim gewesen. Er starb 1536 in Frankfurt am Main.
2. Matthias Ritter der Jüngere (* 1526 in Eichtersheim; † 14. März 1588 in Frankfurt am Main) besuchte die Frankfurter Lateinschule bei Jakob Micyllus und studierte ab 1542 an der Universität Wittenberg bei Luther und Melanchthon. Nach einer Tätigkeit Hofmeister zweier Frankfurter Patriziersöhne und ausgiebigen Reisen durch Frankreich kehrte er 1552 nach Frankfurt zurück, zunächst als Hilfsprediger am Hospital und bei Taufen. Im April 1554 wurde er Prediger an der Katharinenkirche, später an der Barfüßerkirche, und führendes Mitglied des Predigerministeriums neben Hartmann Beyer. Ritter und Beyer sorgten dafür, dass sich in Frankfurt der scharf konfessionelle Kurs der Gnesiolutheraner gegen die kompromissbereiten Philippisten durchsetzte. Auf sein Betreiben verbot der Rat der Stadt 1561 den reformierten Gottesdienst in Frankfurt.
3. Sebastian Ritter (* 29. Mai 1579; † 13. März 1609)[5] lernte ähnlich wie sein Vater auf Reisen durch Frankreich die französische Sprache kennen. Nach seiner Rückkehr nach Frankfurt wurde er Prediger der 1585 von Casiodoro de Reina gegründeten Niederländischen Gemeinde Augsburger Konfession an der Weißfrauenkirche.
4. Johann Balthasar Ritter (I.) (* 1606; † 10. August 1683)[5] amtierte wie sein Vater als deutscher und französischer Prediger der niederländischen Gemeinde. Er war ein Zeitgenosse des bedeutenden Frankfurter Seniors Philipp Jakob Spener und trat nicht durch bedeutende eigene Leistungen hervor. Seine beiden Söhne,
5. Johann Balthasar Ritter (II.) (* 3. April 1645; † 25. Februar 1719) und Lucas Sebastian Ritter (1648–1709) wurden ebenfalls Pfarrer. Johann Balthasar bekleidete zunächst in Paris eine Stelle, kehrte dann als Hilfsprediger seines Vaters nach Frankfurt zurück und übernahm nach dessen Tod seine Stelle. 1674 und 1702 überarbeitete er das in der niederländischen Gemeinde gebräuchliche Gesangbuch. Lucas Sebastian wurde Prediger in Straßburg.
6. Johann Balthasar Ritter (III.) (* 27. Oktober 1674; † 3. Januar 1743) wurde 1703 Pfarrer in Niedererlenbach, ab 1705 Prediger in Frankfurt. Von 1732 bis kurz vor seinem Tod gehörte er dem Konsistorium an und war somit eines der angesehensten Mitglieder des Predigerministeriums. Sein Hauptwerk ist das 1726 erschienene Evangelische Denkmal der Stadt Frankfurt am Main, das erste kirchengeschichtliche Werk zur Reformation in Frankfurt. Während der erste Band den Zeitraum von der Reformation bis 1555 beschreibt, lag der zweite Band bis 1600 bei Ritters Tod nur als Manuskript vor. Sein Werk bildete später eine wichtige Grundlage der kirchengeschichtlichen Forschungen von Anton Kirchner und Hermann Dechent.

Mit Johann Balthasar Ritters Tod endete die ununterbrochene Linie der Frankfurter Geistlichen dieser Familie. Sein älterer Sohn, der gleichfalls Theologie studiert hatte, war bereits gestorben, während der jüngere Sohn einen anderen Beruf gewählt hatte.

## Persönlichkeiten der Linie Ritter von Záhony

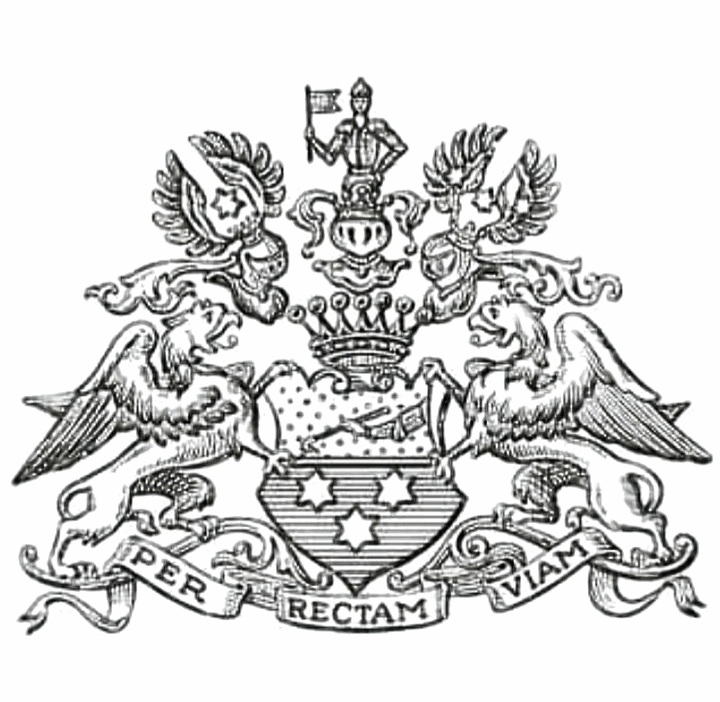
Wappen der Freiherren Ritter von Záhony (Freiherrenstand 1869)
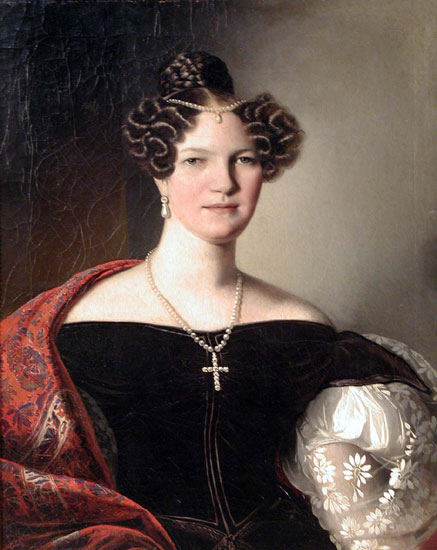
Amalia Ritter, Edle von Záhony, geb. Hofmann (1797–1870), Tochter des Georg Franz Hofmann, 2. Gattin des Johann Christoph Ritter
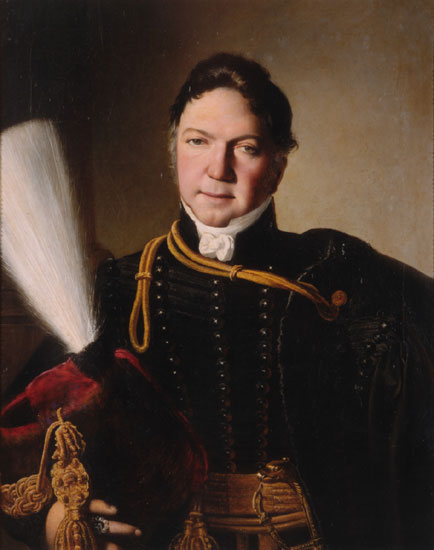
Johann Christoph Ritter, Edler von Záhony (1782–1838)

1. Johann Christoph Ritter, Edler von Záhony (* 1782 in Frankfurt am Main; † 1838), Kaufmann und Industrieller
  1. Hektor Ritter von Záhony (* 1816; † 1878), Industrieller und Politiker
    1. Elvine de La Tour (* 1841; † 1916), geb. Freiin Ritter von Záhony, Stifterin
    2. Eugen Ritter von Záhony (* 1844; † 1919), Industrieller und Politiker

  2. Wilhelm Ritter von Záhony (* 1820; † 1885), Industrieller und Politiker
  3. Natalia Ritter von Záhony (* 1831; † 1895), Schriftstellerin (Pseudonym R. Enze), ⚭ I. 1850 mit Pietro Scarpa, Vorsitzenden der Handelskammer und Gründer der Metallindustrie als auch Inhaber einer Handelsfirma und Vizekonsul des Königreichs Dänemark in Rijeka; ⚭ II. 1863 Giovanni de Ciotta, der später Erster Bürgermeister von Rijeka wurde.

### Freiherrliches Wappen
Schild geteilt; oben in Gold an dem linken Schildesrand gelehnt eine graue Wolke aus welcher ein schwarz bekleideter gebogener Arm ragend, in der Faust einen braunen, abwärts und schräglinks gerichteten Hirtenstab haltend; unten in Blau drei (2:1) sechsstrahlige goldene Sterne. – Über dem Schild drei gekrönte Helme über Freiherrenkrone: I. Zwischen offenem schwarzen Flug ein sechsstrahliger goldener Stern – Decken: schwarz-golden – II. ein geharnischter, vorwärts gekehrter Ritter wachsend, mit aufgeschlagenem Visier, in der Rechten den schwarzen Schaft eines unter silberner Lanzenspitze nach links abflatternden von Rot und Silber geteilten Banners haltend, die Linke in die Hüfte gestützt. – Decken: blau-golden – III. Zwischen offenem, beiderseits mit einem sechsstrahligen goldenen Stern belegten blauen Flug ein goldener Stern. – Decken: blau-golden – Schildhalter: Je ein goldener Greif. – Wahlspruch: Per rectam viam.